# 1568
1568. је била проста година.

## Догађаји

### Датум непознат
- Википедија:Непознат датум — Почео Осамдесетогодишњи рат

## Рођења

### Јул
- 29. јул — Папа Урбан VIII

### Децембар
- Википедија:Непознат датум — Хенри Вотон, енглески писац и дипломата